# Los Verdes de la Comunidad de Madrid
Los Verdes de la Comunidad de Madrid (LVCM) és un partit polític de caràcter ecologista i pacifista. La base ideològica d'aquest partit és l'ecologisme polític aplicat a les diferents activitats humanes al planeta. Són també principis ideològics els emanats dels moviments sociopolítics, la defensa dels éssers vius, no-violència, ecofeminisme, moviment llibertari i alternatiu, naturisme i de defensa dels drets humans.

## Resultats electorals
Durant les eleccions autonòmiques i municipals de 2003, LVCM va aconseguir 28.266 vots (gairebé l'1% en les eleccions de maig - després de los Verdes de Madrid, que van aconseguir els 42.317 vots), però es va col·locar com a quarta força (la primera sense representació) en la repetició de les eleccions a l'octubre, amb 14.067 (el 0,52% dels vots). A les principals ciutats madrilenyes, el vot verd, en el seu conjunt, va estar entre el 2% i el 5%. A Madrid ciutat va arribar al 2,5%. A Móstoles va arribar al 4,9%, en Pinto al 4,2%, a Getafe al 4%, a Sant Sebastià dels Reis al 4%, a Alcalá de Henares al 3,8%, i a Alcobendas, Fuenlabrada i Leganés entorn del 3%. Va obtenir més del 2% a Alcorcón, Majadahonda, Las Rozas, Pozuelo, Rivas, Torrejón i Tres Cantos.
Per a les eleccions municipals i autonòmiques de 2007 es va aconseguir que tots els partits verds amb alguna activitat a la Comunitat de Madrid, és a dir, Los Verdes de Madrid, Los Verdes-Grupo Verde i Los Verdes de la Comunidad de Madrid, s'unissin i presentessin una candidatura unitària presidida per Juan Manuel Román. Els resultats foren de 33.044 vots (1,13% dels vots) i foren la quarta força (la primera sense obtenir representació). A Montejo de la Sierra assoliren l'alcaldia per a Fernando de Frutos González, amb el 54% dels vots.
A les Eleccions municipals i autonòmiques de 2011 es presentaren novament en coalició sota el nom d'Ecolo-Verdes. També es presentaren en coalició amb Izquierda Unida.
A les eleccions generals de 2011 es presentà en coalició amb Izquierda Anticapitalista i Revolta Global sota la coalició Anticapitalistas. Anticapitalistas va obtenir a Madrid 6.508 vots (0,19% dels vots vàlids a la circumscripció).